# Joe Porcaro
Joseph Porcaro, detto Joe (Hartford, 29 aprile 1930 – 6 luglio 2020) è stato un percussionista e batterista statunitense.
Oltre che percussionista, era anche un insegnante di musica e fondatore del Los Angeles College of Music di Pasadena (California).
Figlio dell'emigrato calabrese Giuseppe Porcaro, anch'egli percussionista, è il padre del batterista Jeff (deceduto nel 1992), del tastierista Steve e del bassista Mike Porcaro (deceduto nel 2015), che facevano parte dei Toto, famoso gruppo rock.
Ha partecipato alla registrazione di quasi tutti gli album dei Toto, da Turn Back fino a Kingdom of Desire, incluso Toto IV ed a quella di The Wall dei Pink Floyd.
Oltre a questi, Joe Porcaro ha suonato in dischi di Nancy Sinatra, Pink Floyd (The Wall), Stan Getz, Gerry Mulligan, Freddie Hubbard, Don Ellis, Frank Sinatra, Sarah Vaughan, Natalie Cole, The Monkees, Gladys Knight e Madonna.
Ha partecipato alla realizzazione di diverse colonne sonore cinematografiche, insieme a James Newton Howard, John Williams, Jerry Goldsmith, James Horner, Danny Elfman, John Frizzell ed al figlio Steve.

## Discografia parziale

### Con Lalo Schifrin
- La volpe (MGM, 1968) - colonna sonora
- There's a Whole Lalo Schifrin Goin' On (Dot, 1968)
- Kelly's Heroes (MGM, 1970) - colonna sonora
- Rock Requiem (Verve, 1971)
- Enter the Dragon (Warner Bros., 1973) - colonna sonora

### Con James Newton Howard
- Signs, 2002
- Dreamcatcher, 2003
- Peter Pan the Movie, 2004

### Con Mike Porcaro
- Brotherly Love, 2011